# Mauro Osores
Mauro Gabriel Osores (20 de febrero de 1997; San Pablo, Tucumán, Argentina) es un futbolista argentino que juega como defensa central en San Martín de Tucumán, de la Primera Nacional.

## Trayectoria
Osores comenzó su carrera con Lastenia en 2015, jugando nueve partidos en el Torneo Federal B. Luego de su buen desempeño se unió a Atlético Tucumán en 2016 para afrontar la Primera División.
El defensor hizo su debut profesional en el primer equipo del club en 2017 en el partido de vuelta de la Copa Sudamericana 2017, jugando el partido completo en una victoria por 3-0 frente a Oriente Petrolero en el Estadio Monumental José Fierro, teniendo un alto rendimiento. El 11 de noviembre, Osores hizo su segunda aparición en una victoria de Copa Argentina contra Rosario Central, donde su equipo llegó a la final.
El 19 de julio de 2019, el defensor surgido en Atlético Tucumán,  se sumó al plantel de Guillermo Brown para la temporada 2019/2020 de la Primera Nacional.
En el 2020, venció su préstamo en el club  chubutense  en donde jugó 4 partidos y anotó su primer gol como profesional, y retorno al "Decano" tucumano para afrontar la Copa de la Liga Profesional 2020.

## Estadísticas

### Clubes
Actualizado hasta su último partido disputado el 17 de agosto de 2025.
| Club                                 | Div.          | Temporada     | Liga  | Liga  | Copas nacionales | Copas nacionales | Torneos internacionales | Torneos internacionales | Total | Total |
| Club                                 | Div.          | Temporada     | Part. | Goles | Part.            | Goles            | Part.                   | Goles                   | Part. | Goles |
| ------------------------------------ | ------------- | ------------- | ----- | ----- | ---------------- | ---------------- | ----------------------- | ----------------------- | ----- | ----- |
| C. S. y D. Lastenia Argentina        | 4.ª           | 2015          | 9     | 0     | —                | —                | —                       | —                       | 9     | 0     |
| C. S. y D. Lastenia Argentina        | Total club    | Total club    | 9     | 0     | 0                | 0                | 0                       | 0                       | 9     | 0     |
| Atlético Tucumán Argentina           | 1.ª           | 2017-18       | 2     | 0     | 1                | 0                | 2                       | 0                       | 5     | 0     |
| Atlético Tucumán Argentina           | 1.ª           | 2018-19       | —     | —     | —                | —                | —                       | —                       | 0     | 0     |
| C. S. y A. Guillermo Brown Argentina | 2.ª           | 2019-20       | 4     | 1     | —                | —                | —                       | —                       | 4     | 1     |
| C. S. y A. Guillermo Brown Argentina | Total club    | Total club    | 4     | 1     | 0                | 0                | 0                       | 0                       | 4     | 1     |
| Atlético Tucumán Argentina           | 1.ª           | 2020          | —     | —     | 10               | 0                | 1                       | 0                       | 11    | 0     |
| Atlético Tucumán Argentina           | 1.ª           | 2021          | 10    | 0     | 4                | 0                | —                       | —                       | 14    | 0     |
| Atlético Tucumán Argentina           | Total club    | Total club    | 12    | 0     | 15               | 0                | 3                       | 0                       | 30    | 0     |
| C. A. Central Norte (S) Argentina    | 3.ª           | 2022          | 7     | 0     | 1                | 0                | —                       | —                       | 8     | 0     |
| C. A. Central Norte (S) Argentina    | Total club    | Total club    | 7     | 0     | 1                | 0                | 0                       | 0                       | 8     | 0     |
| Atlético Rafaela Argentina           | 2.ª           | 2022          | 16    | 1     | —                | —                | —                       | —                       | 16    | 1     |
| Atlético Rafaela Argentina           | 2.ª           | 2023          | 21    | 2     | —                | —                | —                       | —                       | 21    | 2     |
| Atlético Rafaela Argentina           | Total club    | Total club    | 37    | 3     | 0                | 0                | 0                       | 0                       | 37    | 3     |
| Gimnasia y Esgrima (J) Argentina     | 2.ª           | 2024          | 16    | 0     | —                | —                | —                       | —                       | 16    | 0     |
| Gimnasia y Esgrima (J) Argentina     | Total club    | Total club    | 16    | 0     | 0                | 0                | 0                       | 0                       | 16    | 0     |
| C. D. Marathón Honduras              | 1.ª           | 2024          | 13    | 0     | —                | —                | 1                       | 0                       | 14    | 0     |
| C. D. Marathón Honduras              | Total club    | Total club    | 13    | 0     | 0                | 0                | 1                       | 0                       | 14    | 0     |
| San Martín (T) Argentina             | 2.ª           | 2025          | 11    | 0     | 1                | 0                | —                       | —                       | 12    | 0     |
| San Martín (T) Argentina             | Total club    | Total club    | 11    | 0     | 1                | 0                | 0                       | 0                       | 12    | 0     |
| Total carrera                        | Total carrera | Total carrera | 109   | 4     | 17               | 0                | 4                       | 0                       | 130   | 4     |
| 1. 2. 3.                             |               |               |       |       |                  |                  |                         |                         |       |       |